# Саломон, Шарлотта
Шарлотта Саломон (нем. Charlotte Salomon; род. 16 апреля 1917, Берлин — 10 октября 1943, Освенцим) — немецкая художница, применявшая средства, опередившие эру медиаискусства.

## Биография

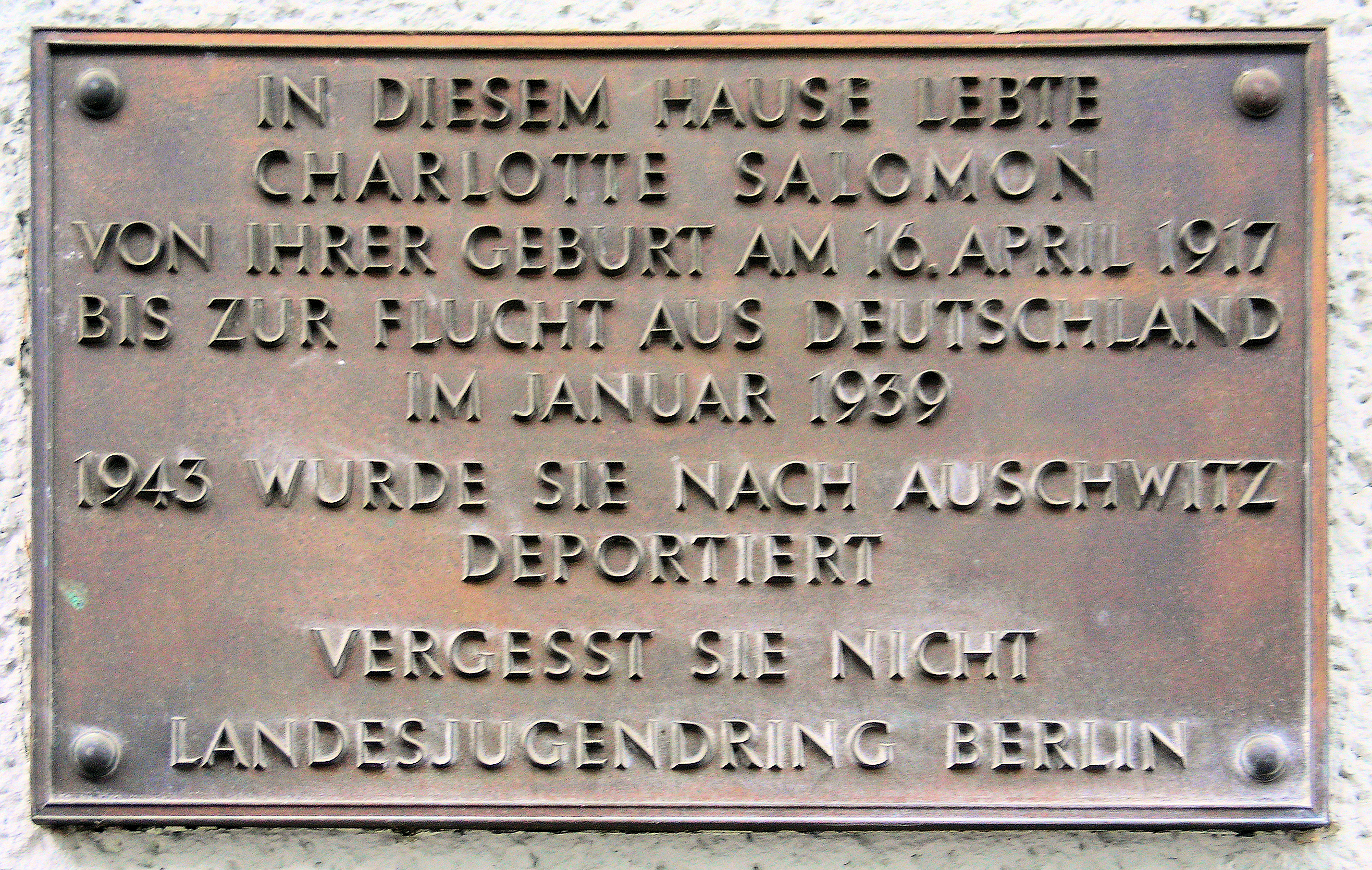
Мемориальная доска на доме, Виланд Штрассе 15, Берлин-Шарлоттенбург

Шарлотта Саломон родилась 16 апреля 1917 года в либеральной еврейской семье хирурга, профессора медицины и члена Берлинской Академии наук Альберта Соломона (1883—1976) и его жены Фрэнсис, (урождённой Грюнвальд) (1890—1926). Она выросла в буржуазной среде в Берлин-Шарлоттенбург. После самоубийства своей матери, выбросившейся из окна в 1926 до следующего брака её отца в 1930 году с певицей Паулой Линдберг, была домохозяйкой.
С 1927 года она училась в средней школе принцессы Бисмарк, и школе для девочек Шарлоттенбурга. Бросила школу в 1933 году, за год до окончания средней школы, в связи с антисемитской враждебностью. Поступила на зимний семестр 1935/36, на испытательный срок Единой государственный Школы изобразительных и прикладных искусств (ныне Университет искусств в Берлине) в Берлин-Шарлоттенбурге.
Несмотря на все возрастающее преследование еврейских граждан, она была зачислена в феврале 1936 года на постоянной основе, так как её отец был ветераном Первой мировой войны и имел временные привилегии. В конкурсе художественной школе завоевала первое место, в котором жюри ей отказало из-за её еврейского происхождения. Была вынуждена покинуть университет осенью 1937 года.
В январе 1939 года Шарлотта Саломон эмигрировала во Францию. Там она жила с бабушкой и дедушкой в Вильфранш-сюр-Мер в Ницце.
В июне 1940 года немецкие войска оккупировали большую часть Франции, 22 июня маршал Петен подписал перемирие с Германией, на основании которого 200 тысяч евреев были интернированы. С этого времени территория Ниццы находилась под контролем режима Виши. Шарлотта Саломон и её дедушка (бабушка умерла в марте) были интернированы в концентрационный лагерь Гюрс. Спустя короткое время дедушка был освобождён из лагеря в связи с преклонным возрастом.

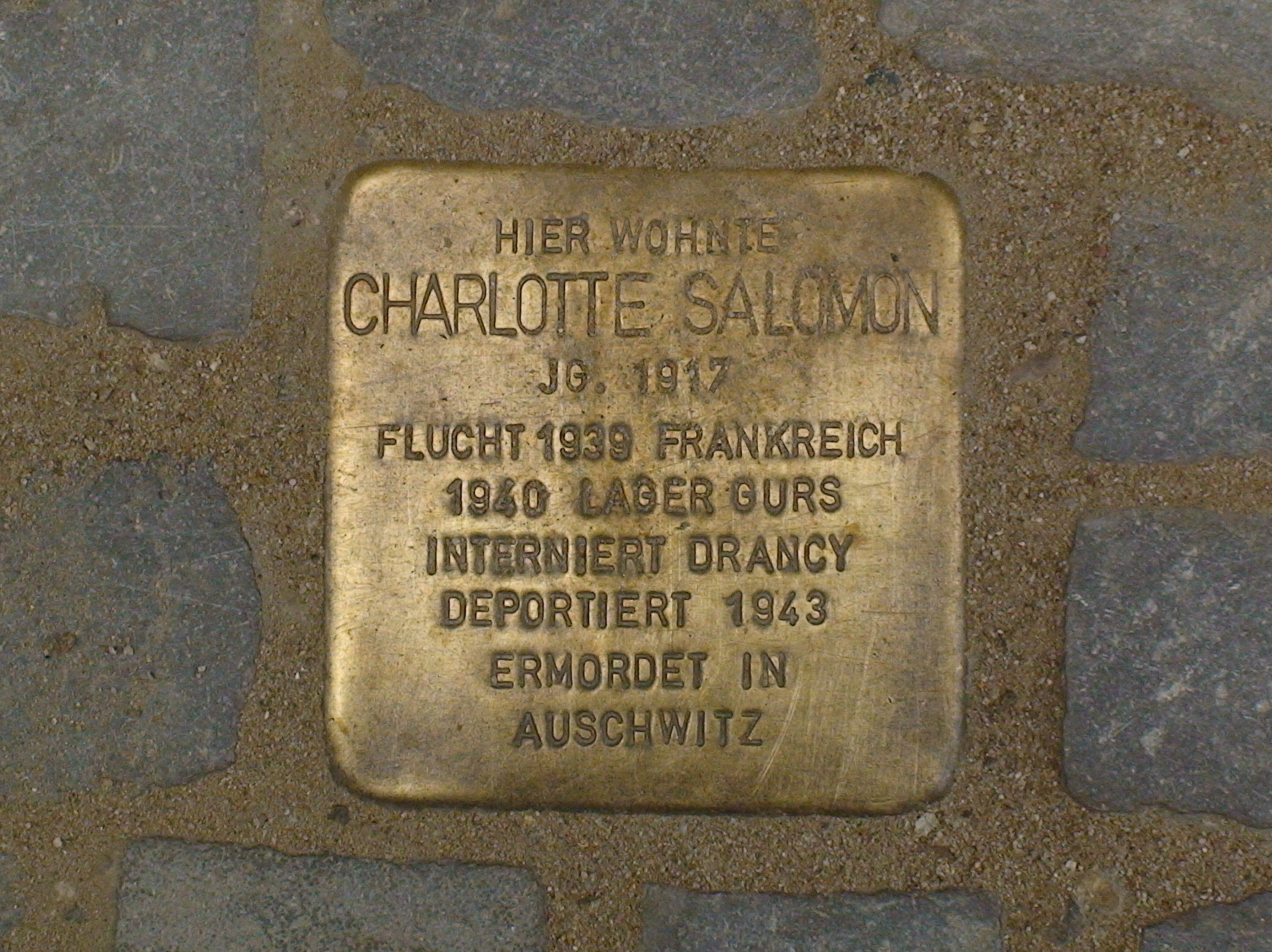
«Камень преткновения» недалеко от места, где жила художница

Смерть бабушки и опыт интернирования привёл художницу к глубокой депрессии. Для восстановления она начала по совету врача рисовать снова. В июне 1943 года вышла замуж за австрийского эмигранта Александра Наглера, с которым познакомилась после побега из лагеря.
После оккупации Южной Франции германскими войсками, в 1943 году Шарлотта Саломон была арестована 24 сентября в Ницце. 27 сентября пара была заключена в транзитный лагерь Дранси в окрестностях Парижа и депортирована 7 октября в концентрационный лагерь Аушвиц-Биркенау. Шарлотта была на пятом месяце беременности, и вероятно, была убита сразу же после прибытия в Освенцим. Её муж умер в результате нечеловеческих условий содержания в лагере.

## Работы и наследие

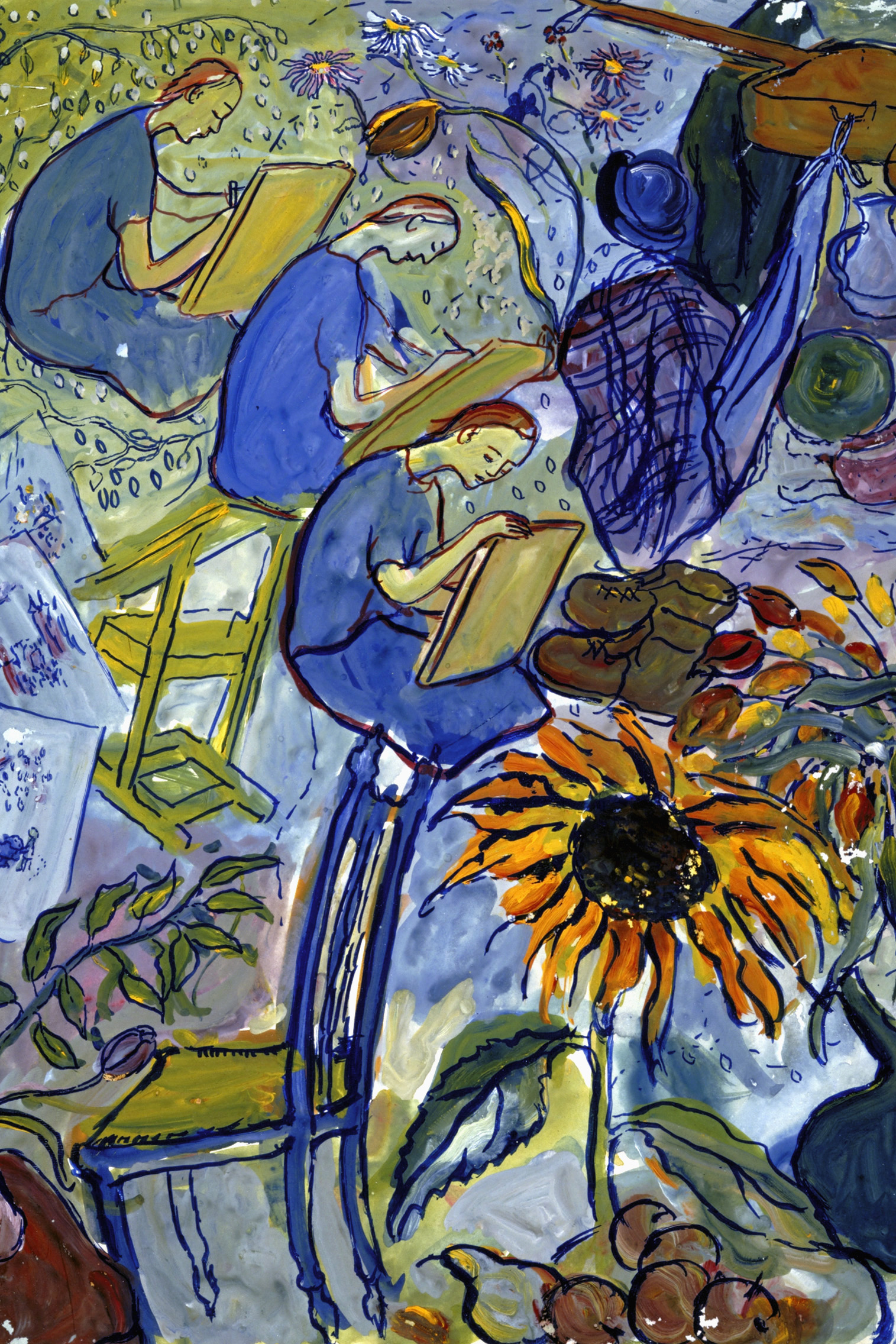
Гуашь из сборника «Жизнь или театр?»

Между 1940 и 1942 годами в течение 18 месяцев художницей были созданы около 1325 работ гуашью в стиле экспрессионизма. Примерно 800 страниц формата 32,5 х 25 см, были выбраны ею и пронумерованы.

В 1961 году работы были впервые показаны публично. В 1963 году появилась первая книга с её избранными работами «Жизнь? Или театр?». Немецкая поэтесса и писательница Эльза Ласкер-Шюлер продемонстрировала работы Шарлотты Саломон впервые в форме живой радиопьесы в составе художественного коллектива «Artcore» совместно с актёром Бодо Примусом.
С 1971 года работы Шарлотты Саломон находятся в Еврейском историческом музее Амстердама, куда были переданы фондом Шарлотты Саломон.

## Интересные факты
- У Шарлотты была привычка мурлыкать себе под нос песни во время рисования[7].

## В искусстве
- «Шарлотта», документальный фильм, режиссёр Курт Линдау, Мюнхен 1972
- «Шарлотта С». (на голландском языке оригинала: «Шарлотта», режиссёр Франс Вайс, главная роль: Биргит Долл, 1981 (художественный фильм)
- «C’est toute Ma Vie» Режиссёр: Ричард Диндо, Париж 1992 (документальный фильм)
- «Любовь, моя любовь бездонна», режиссёр Сабина Вильманн, при участии Даниэлы Циглер, Амалии Бизер и Майкла Вуда, 1998 (художественный фильм)
- «Шарлотта Саломон», опера французского композитора Марк-Андре Дальбави. Мировая премьера прошла в рамках Зальцбургского фестиваля в июле 2014 года[8]. В роли художницы и её Альтер эго выступили Йоханна Вокалек и Марианна Кребасса
- «Шарлотта», роман Давида Фёнкиноса, 2014. Удостоен Гонкуровской премии лицеистов
- «Шарлотта», мультфильм режиссёров Эрика Уорина и Таира Рана, 2022. Героиню озвучила Кира Найтли[9].